# Delroy Lindo
Delroy George Lindo (Londra, 18 novembre 1952) è un attore britannico naturalizzato statunitense.

## Biografia
Lindo nasce a Lewisham, un quartiere di Londra, nel 1952 da genitori giamaicani, emigrati entrambi in Gran Bretagna nel secondo dopoguerra. Cresciuto nel quartiere londinese di Eltham, all'età di 12 anni si trasferì con la madre, separatasi dal padre, a Toronto, in Canada, da cui poi si stabilì negli Stati Uniti, a San Francisco (in California), quando aveva 16 anni. Deciso ad intraprendere la carriera di attore, all'età di 24 anni s'iscrisse all'American Conservatory Theater, presso cui si diplomò nel 1979.
Esordisce nel 1976 nella commedia inglese Find the Lady, ha partecipato a molte produzioni di Broadway, che gli hanno valso alcune candidature ai Tony Award. Nella sua carriera ha preso parte a film come Insieme per forza, Get Shorty, Ransom - Il riscatto, L'avvocato del diavolo, Le regole della casa del sidro, Fuori in 60 secondi, The Core, Il castello e molti altri. Il ruolo che gli diede più notorietà fu quello di Archie nel film Malcolm X di Spike Lee. Nel 2011 interpreta il consigliere corrotto Ronin Gibbons, nella serie TV The Chicago Code.

## Filmografia

### Cinema
- Cherchez la femme, regia di John Trent (1976)
- American Graffiti 2 (More American Graffiti), regia di Bill L. Norton (1979)
- Giochi di morte (The Blood of Heroes), regia di David Webb Peoples (1989)
- Le montagne della luna (Mountains of the Moon), regia di Bob Rafelson (1989)
- Insieme per forza (The Hard Way), regia di John Badham (1991)
- Malcolm X, regia di Spike Lee (1992)
- Patto di sangue (Bound by Honor), regia di Taylor Hackford (1993)
- Mr. Jones, regia di Mike Figgis (1993)
- Crooklyn, regia di Spike Lee (1994)
- Clockers, regia di Spike Lee (1995)
- Congo, regia di Frank Marshall (1995)
- Get Shorty, regia di Barry Sonnenfeld (1995)
- Nome in codice: Broken Arrow (Broken Arrow), regia di John Woo (1996)
- Due mariti per un matrimonio (Feeling Minnesota), regia di Steven Baigelman (1996)
- Ransom - Il riscatto (Ransom), regia di Ron Howard (1996)
- L'avvocato del diavolo (The Devil's Advocate), regia di Taylor Hackford (1997)
- Una vita esagerata (A Life Less Ordinary), regia di Danny Boyle (1997)
- Le regole della casa del sidro (The Cider House Rules ), regia di Lasse Hallström (1999)
- Fuori in 60 secondi (Gone in Sixty Seconds), regia di Dominic Sena (2000)
- Romeo deve morire (Romeo Must Die), regia di Andrzej Bartkowiak (2000)
- Il colpo (Heist), regia di David Mamet (2001)
- Il castello (The Last Castle), regia di Rod Lurie (2001)
- The One, regia di James Wong (2001)
- The Core, regia di Jon Amiel (2003)
- Domino, regia di Tony Scott (2005)
- Sahara, regia di Breck Eisner (2005)
- This Christmas - Natale e altri guai (This Christmas), regia di Preston A. Whitmore II (2007)
- Up, regia di Pete Docter (2009) - voce
- The Big Bang, regia di Tony Krantz (2011)
- Cymbeline, regia di Michael Almereyda (2014)
- Do You Believe?, regia di Jon Gunn (2015)
- Point Break, regia di Ericson Core (2015)
- Battlecreek, regia di Alison Eastwood (2017)
- Da 5 Bloods - Come fratelli (Da 5 Bloods), regia di Spike Lee (2020)
- The Harder They Fall, regia di Jeymes Samuel (2021)
- I peccatori (Sinners), regia di Ryan Coogler (2025)

### Televisione
- I Simpson (The Simpsons) – serie animata, 1 episodio (2002) - voce
- The Exonerated - Colpevole fino a prova contraria (The Exonerated), regia di Bob Balaban – film TV (2005)
- Law & Order - Unità vittime speciali (Law & Order: Special Victims Unit) – serie TV, episodio 10x18 (2009)
- The Chicago Code – serie TV, 13 episodi (2011)
- Robot Chicken – serie TV, episodio 6x14 (2013) - voce
- Believe – serie TV, 13 episodi (2014)
- Blood & Oil – serie TV, 10 episodi (2015)
- Most Wanted – episodio pilota scartato (2016)
- The Good Fight – serie TV, 40 episodi (2017-2021)
- Unprisoned – serie TV, 8 episodi (2023-in corso)

## Doppiatori italiani
Nelle versioni in italiano delle opere in cui ha recitato, Delroy Lindo è stato doppiato da:
- Alessandro Rossi in Malcolm X, Una vita esagerata, Le regole della casa del sidro, The Chicago Code, Da 5 Bloods - Come fratelli, Unprisoned, I peccatori
- Vittorio Di Prima in Get Shorty, Clockers, Due mariti per un matrimonio, Ransom - Il riscatto, Fuori in 60 secondi, Il colpo, The Exonerated - Colpevole fino a prova contraria
- Stefano Mondini in Law & Order - Unità vittime speciali, Believe, Le regole della casa del sidro (ridoppiaggio)
- Angelo Nicotra in The Core, Domino, This Christmas - Natale e altri guai, Mercy
- Sandro Sardone in Giochi di morte, Insieme per forza, Mr. Jones
- Glauco Onorato in Nome in codice: Broken Arrow, L'avvocato del diavolo
- Diego Reggente in Crooklyn, Kidnapped
- Raffaele Farina in Glory & Honor
- Franco Zucca in Romeo deve morire
- Massimo Corvo ne Il castello, Un sogno ad occhi aperti
- Renato Mori in The One
- Carlo Marini in Scandalo alla Corte Suprema
- Roberto Pedicini in The Big Bang
- Saverio Indrio in Point Break
- Dario Oppido in The Harder They Fall
- Paolo Marchese in The Good Fight

Da doppiatore è sostituito da:
- Teo Bellia ne I Simpson
- Fabrizio Pucci in Up